# Miechów-Kolonia
Miechów-Kolonia – wieś w Polsce położona w województwie mazowieckim, w powiecie zwoleńskim, w gminie Kazanów. Ma status sołectwa.
| SIMC    | Nazwa     | Rodzaj    |
| ------- | --------- | --------- |
| 0626076 | Brzezówka | część wsi |
| 0626082 | Górki     | część wsi |

W latach 1975–1998 miejscowość administracyjnie należała do województwa radomskiego.
Wierni Kościoła rzymskokatolickiego należą do parafii Przemienienia Pańskiego w Kazanowie Iłżeckim.